# McGraw-Kaserne

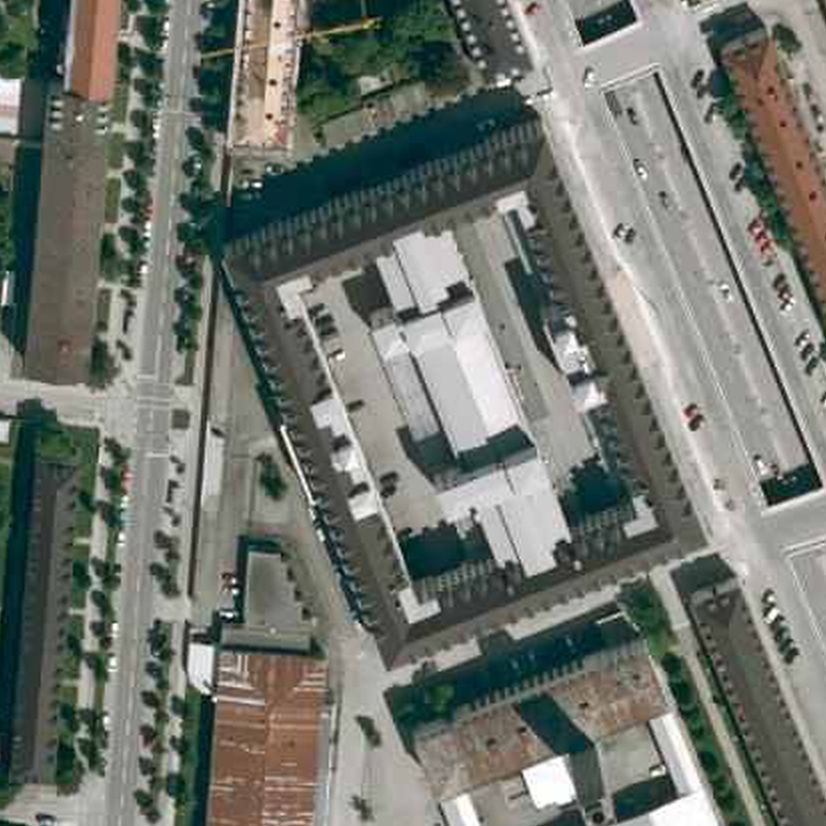
Teilansicht des Gebäudekomplexes (Bildmitte: Tegernseer Landstr. 210; Luftaufnahme)

Die McGraw-Kaserne im Münchner Süden ist eine ehemals militärisch genutzte Liegenschaft. Das Hauptgebäude (Gebäude 7) war 1935 eines der ersten Gebäude in Deutschland mit einem Stahlrahmenwerk. Es misst 110 m × 85 m und ist 18 m hoch.

## Namensgeber
Namensgeber ist PFC Francis Xavier McGraw (* 29. April 1918 in Philadelphia, Pennsylvania; † 19. November 1944 bei Schevenhütte). McGraw war Angehöriger der H-Kompanie des 26. Regiments der 1. US-Infanteriedivision, der am 19. November 1944 in der Nähe von Schevenhütte in der Schlacht im Hürtgenwald fiel und für seine Leistungen in dieser Schlacht postum mit dem Purple Heart, dem Bronze-Star sowie der Medal of Honor ausgezeichnet wurde. Eine Gedenktafel vor dem Gebäude 7 erinnert an seine Taten, sein Leichnam ist auf dem Soldatenfriedhof Henri-Chapelle American Cemetery and Memorial im belgischen Lüttich bestattet.

## Geschichte

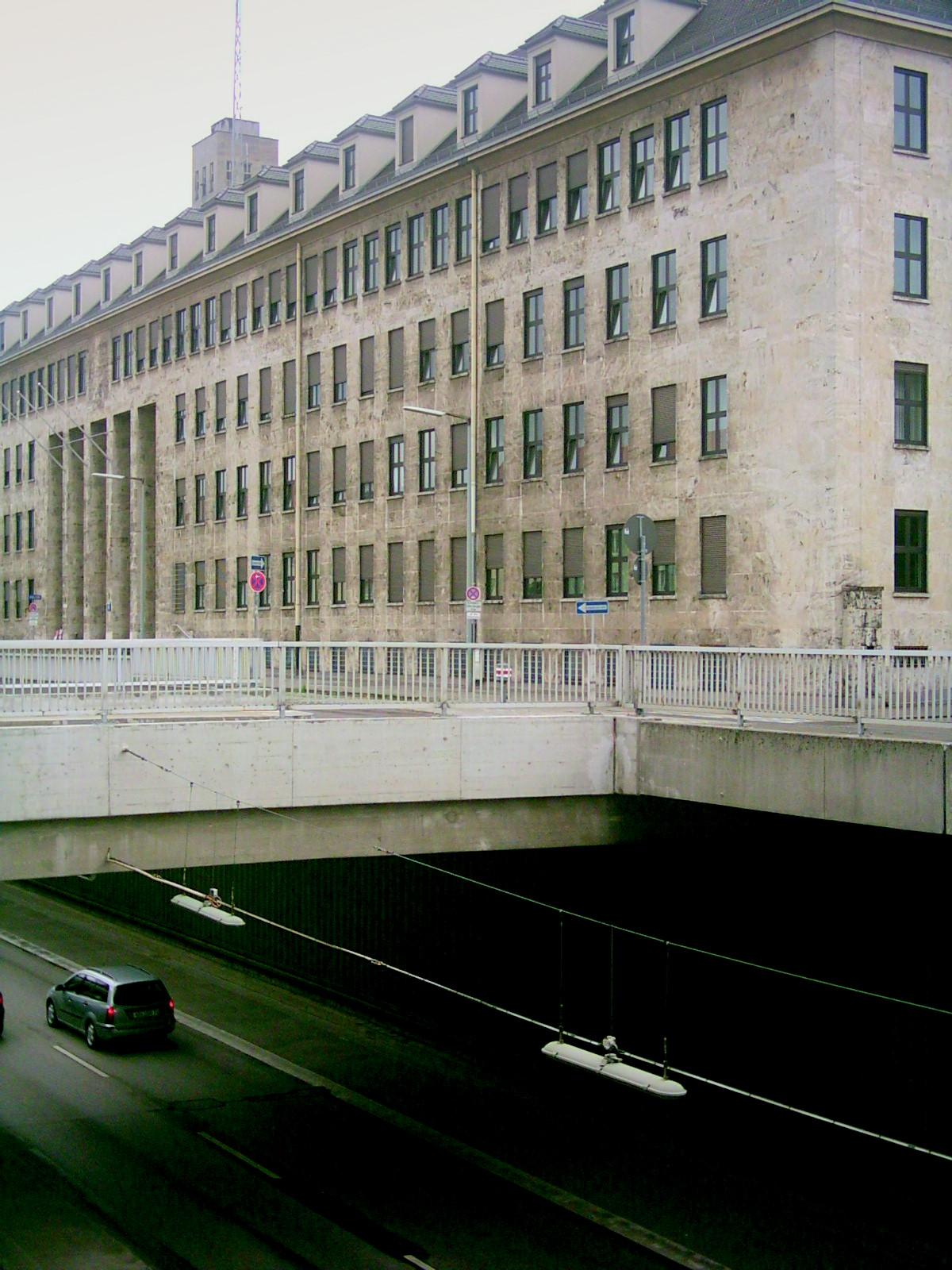
Der monumentale Eingang zur früheren Reichszeugmeisterei liegt heute am McGraw-Graben

Bis 1931 produzierte auf dem Gelände, auf dem später das Gebäude 7, das spätere Hauptgebäude der Reichszeugmeisterei errichtet wurde, die Wagen- und Maschinenfabrik Gebr. Beissbarth OHG. 1933 erwarb dann die Bayerische Hypotheken- und Wechselbank das Gelände.
An anderer Stelle wird angegeben, dass auf dem Areal ursprünglich der Maechlerhof stand, bevor es 1910 von der 1876 gegründeten Firma Maurer Söhne erworben wurde, die mit ihrer Produktion genau an der Stelle begann, wo das spätere Gebäude 7 errichtet wurde.
Dieses Grundstück musste damals unter Druck gegen ein knapp 5.000 m² großes Grundstück in Grünwald (Gabriel-von-Seidl-Straße) und das Kieswerk Heinrich Maechler in Perlach, Putzbrunner Straße 193 eingetauscht werden. Beides befindet sich noch heute im Besitz der Familie.

### Nutzung durch die NSDAP
1934 wurde das Gelände von der NSDAP übernommen, die die Liegenschaft ab 1935 vergrößerte. Das vorgesehene Gebäude 7 für die spätere Reichszeugmeisterei, die Nachfolgeinstitution der seit 1928 in der anliegenden Tegernseer Landstraße ansässigen SA-Wirtschaftsstelle, wurde durch Paul Hofer und Karl Johann Fischer in Stahlskelettbauweise errichtet und war 1937 größtenteils fertiggestellt.
Die Kaserne diente bereits als Fuhrparkgelände des „Reichsautozuges Deutschland“ und des „Hilfszuges Bayern“ für die NSDAP-Parteizentrale im Braunen Haus, die Gebäude 6, 8, 10, 11, und 12 als Wohngebäude für das Personal und auch die Reichszeugmeisterei begann schon 1936 mit der Wahrnehmung ihrer Aufgaben.
Der „Reichsautozug Deutschland“ unterstützte technisch Großveranstaltungen mit Lautsprecheranlagen und besaß einen eigenen Filmvorführ-Zug. Die Ausrüstung lagerte im Gebäude 1 an der Peter-Auzinger-Straße. Der „Hilfszug Bayern“ war mit seinen 160 Fahrzeugen für das leibliche Wohl der Teilnehmer zuständig.
In der Reichszeugmeisterei erprobten Kriegsveteranen und -versehrte sowie später auch Kriegsgefangene Uniformen und Wehrmaterial und setzten Fahrzeuge instand.
Auch einige militärische Einheiten, wie zum Beispiel eine Flugabwehrbatterie und eine kleine SS-Einheit, waren in der Kaserne untergebracht. Die Kaserne wurde auch von den Alliierten als strategisch unbedeutend betrachtet, und es wurde während des gesamten Krieges lediglich das Gebäude 19 durch Bombenangriffe getroffen.

### US-amerikanische Nutzung

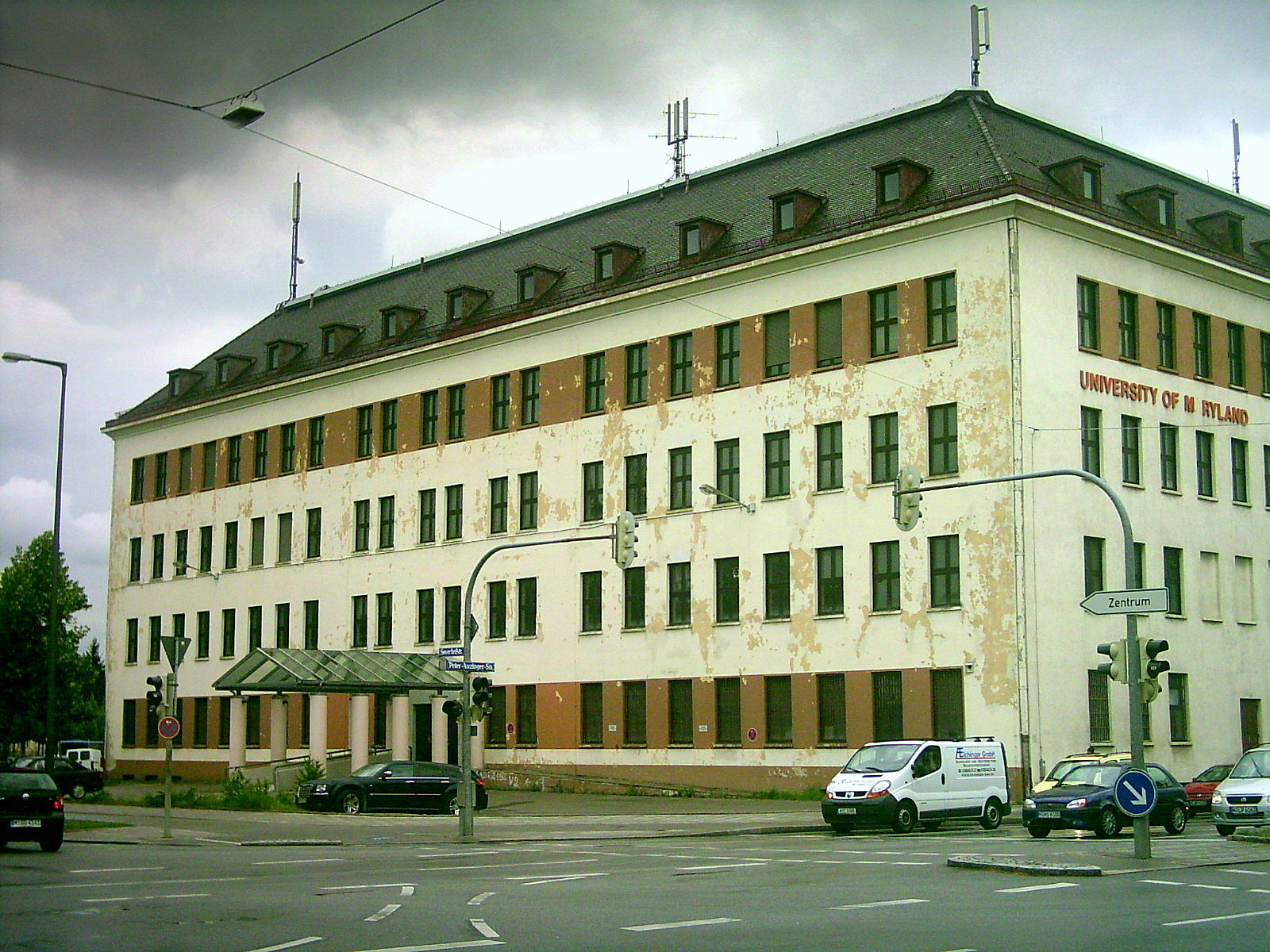
Im Gebäude Ecke Soyerhof- und Peter-Auzinger-Str. war zur Zeit der US-amerikanischen Nutzung außer dem Commissary auch eine Außenstelle der University of Maryland untergebracht

Nach Kriegsende wurde die Liegenschaft am 30. April 1945 durch die US Army besetzt. Die Amerikaner gaben der Anlage den heutigen Namen „McGraw-Kaserne“ und bauten sie bis auf rund 30 Gebäude weiter aus. Neben zahlreichen militärischen Institutionen beherbergte die Kaserne auch eine Vielzahl von Einrichtungen des täglichen Lebens (AAFES) für die in der Wohnsiedlung am Perlacher Forst wohnenden Familien, unter anderem seit 1950 den Munich Campus der University of Maryland, der 1958 im Gebäude 2 untergebracht wurde, den Munich Community Club, ein Commissary-Einkaufszentrum, eine Wäscherei, eine Tankstelle, Bowlingbahnen, eine Zahnklinik usw. Im Gebäude 7 befand sich von 1945 bis 1949 die US-Militärregierung, ab 1952 die Münchener Außenstelle des Southern Area Command (SACom), die 1964 aufgelöst wurde. 1965 wurde das U.S. Army Area Command (AACom) im Gebäude 7 untergebracht, das 1967 nach Worms verlegt wurde und dort zum U.S. Theater Army Area Support Command, Europe (USTASCOMEUR) umstrukturiert wurde. Ab Ende 1968 wurde das Gebäude 7 dann durch die beiden vereinten und nach München verlegten Military Intelligence-Gruppen 66 aus Stuttgart und 513 aus Oberursel belegt, die aber dann im Gebäude 1 untergebracht wurden, wo zuvor das 508. Military Police Battalion stationiert war. 1969 zog das HQ EES aus dem Nürnberger Justizpalast im Gebäude 7 ein. In den Jahren 1985, 1986, 1987, 1989 und 1992 war die McGraw-Kaserne Austragungsort der Bavarian Open Championships im Racquetball.

### Deutsche Nachnutzung
Nach Abzug der US-Streitkräfte aus München zogen im Jahr 1992 verschiedene Dienststellen der Münchner Polizei in die ehemalige McGraw-Kaserne ein. Das Hauptgebäude der früheren Reichszeugmeisterei dient heute als Außenstelle des Polizeipräsidiums München. Ferner nutzt die Polizei das Stabsgebäude sowie die Wagenhalle und Großgarage des früheren „Reichsautozuges Deutschland“ sowie die Großgarage des „Hilfszuges Bayern“. Das Studentenwerk München verfügt dort über 50 Wohnplätze. Ein Teil der Liegenschaft wird mit Wohngebäuden bebaut. Die ehemalige Maschinenhalle soll zur Multifunktionshalle umgebaut werden.
Derzeit wird über einen Abriss des ehemaligen US-Wirtschaftsgebäudes und -wohnhauses, der Zeltbahnwäscherei und wohl auch der Großgarage des „Hilfszuges Bayern“ nachgedacht, um das frei werdende Gelände mit Wohnhäusern zu bebauen. Anfang 2014 wurde bekannt, dass die Nutzung des Geländes als Polizei-Siedlung im Raum steht.
Seit 2015 wird auf einem Teil des ehem. Geländes der McGraw-Kaserne eine Erstaufnahmeeinrichtung für Asylbewerber und Flüchtlinge durch die Regierung von Oberbayern betrieben.
Das Gebäude der Reichszeugmeisterei ist unter der Nummer D-1-62-000-8589, die ehemalige Wagenhalle auf der anderen Straßenseite unter der Nummer D-1-62-000-8590 in der Bayerischen Denkmalliste eingetragen.
2019 wurde bekanntgegeben, dass das seit 1992 leerstehende Gebäude der ehemaligen University of Maryland entkernt und zu einem Wohnhaus mit Innenhof umgebaut wird. Die Bauarbeiten hierfür begannen 2020.

## Lage

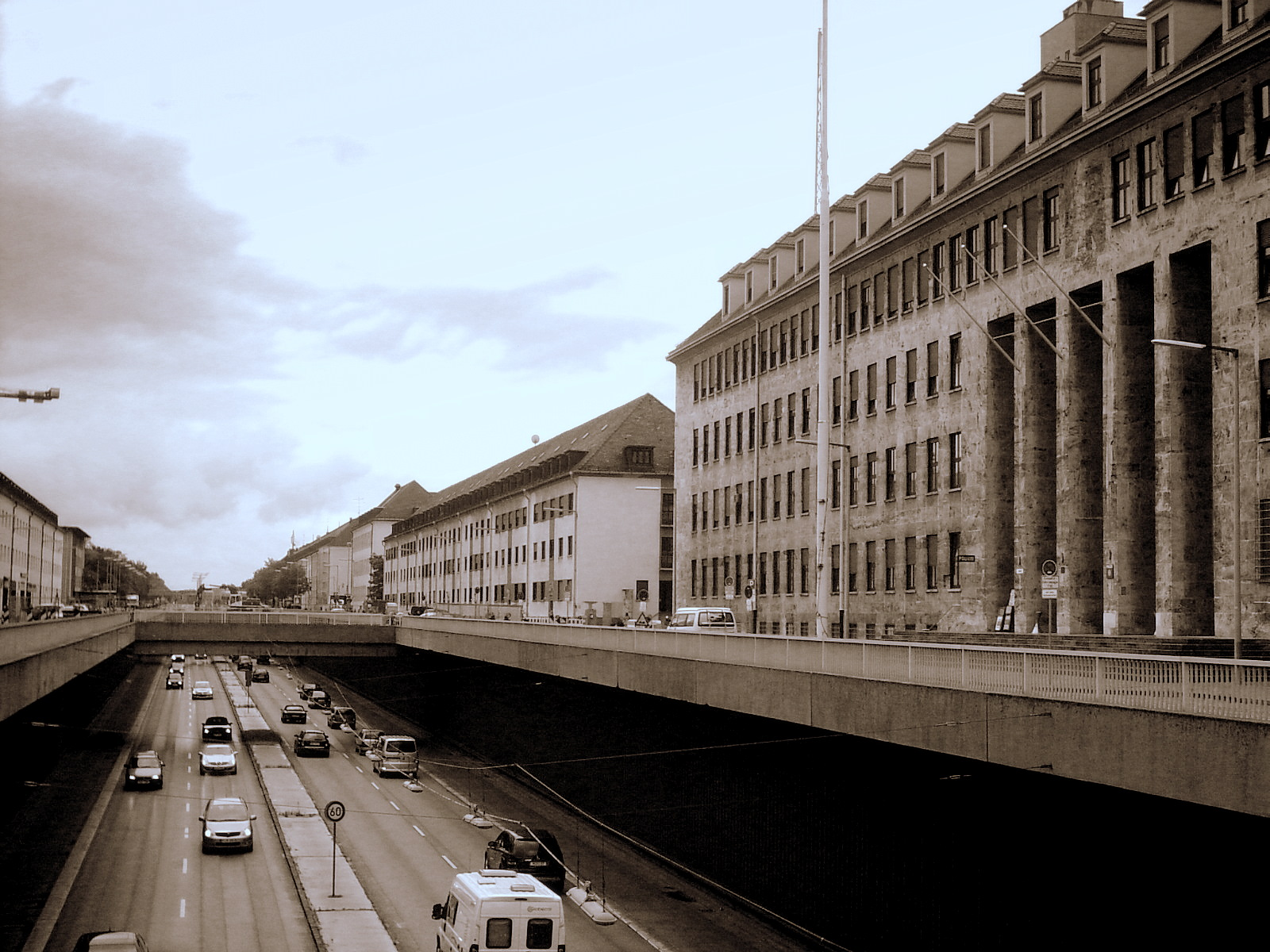
Der „McGraw-Graben“ durchschneidet das ehemalige Kasernengelände

Die McGraw-Kaserne liegt in der Nähe des Mangfallplatzes in einem an den Stadtteil Neu-Harlaching angrenzenden Spitz des Stadtbezirks Obergiesing, der im Norden durch die Chiemgaustraße, im Osten durch die Warthofstraße, südlich durch die Peter-Auzinger-Straße und im Westen durch die Soyerhofstraße begrenzt und unterirdisch-halboffen vom McGraw-Graben durchschnitten wird.

## McGraw-Graben
Da die mitten durch die McGraw-Kaserne verlaufende Tegernseer Landstraße durch die US-Truppen abgesperrt wurde, wurde 1970 mit dem Bau des McGraw-Grabens begonnen, einer Unterführung zur Verbindung des nordwestlich an die Liegenschaft angrenzenden Mittleren Rings mit der im Südosten der Kaserne beginnenden BAB 995. Mit dem Aushub wurde der bekannte Perlacher Mugl im nahen Perlacher Forst aufgeschüttet. Die auf die Rahmung des Straßenraumes bezogene Wirkung der anliegenden Gebäudefassaden ging durch den Bau des Straßengrabens verloren.